# ベルリン・オリンピアシュタディオン
ベルリン・オリンピアシュタディオン（ドイツ語: Olympiastadion Berlin）は、ドイツの首都ベルリンのシャルロッテンブルク＝ヴィルマースドルフ区にある多目的スタジアム。ヘルタ・ベルリンのホームスタジアムとして使用されている。

## 歴史

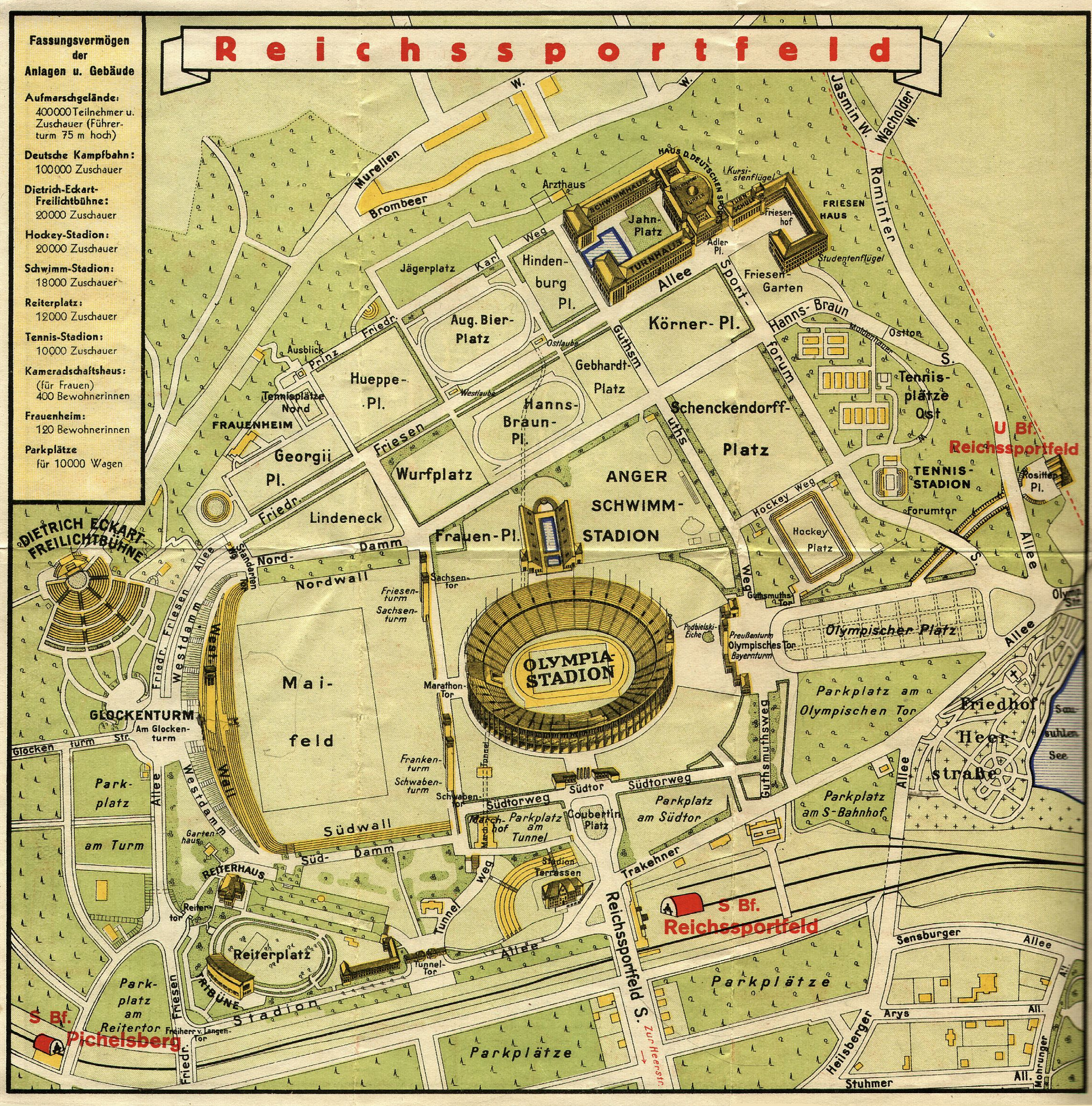
スタジアムを含むコンプレックスの地図、1936年

1936年、ベルリンオリンピックのメインスタジアムとして開場。ベルリンオリンピックでは陸上競技やサッカー競技、ハンドボール競技が開催された。また、オリンピアシュタディオンは小規模ながら、スポーツ・コンプレックスの体裁をとっており、スタジアム横にプールが併設されている。オリンピックではこのプールで水泳競技が開催された。なお、当スタジアムのメインスタンドから向かって左側のサイドスタンドは中央部分が欠ききれているが、これはオリンピックでの聖火台の跡である。
1974年には、ワールドカップ西ドイツ大会の会場となった。ただし、ベルリンの取り扱いについては西ドイツと東ドイツで意見の相違があったため、東ドイツは一時期ベルリンでの開催に反対した。なお、西ベルリンは1990年のドイツ再統一までは、法律上はアメリカ合衆国、イギリス、フランスにより管理されていた（実質上は西ドイツの飛び地）ため、西ベルリンで開催された3試合はワールドカップで唯一開催国以外で開催された試合になっている。
2006年のワールドカップドイツ大会の会場として、再びワールドカップの舞台として使用された。この時に、FIFAの定めるスタジアムのスペックにあわせるために大規模な改修工事を行っている。スタンドの上に設置されている屋根もこの時に設置された。決勝戦を含めた6試合がオリンピアシュタディオンで開催されている。ワールドカップの決勝戦が首都のスタジアムで行われるのは、1990年のイタリア大会以来となった。
2009年には、世界陸上選手権・ベルリン大会の会場として使用された。ウサイン・ボルトが男子100ｍで9秒58、200ｍで19秒19、アニタ・ヴォダルチクが女子ハンマー投で77ｍ96と3種目で世界記録が生まれた。
2011年には、FIFA女子ワールドカップ・ドイツ大会の開幕戦の会場となった。ただし、同大会で当会場が利用されたのはこの1試合のみであった。
2015年には、UEFAチャンピオンズリーグの決勝戦の試合会場に選定された。その決勝戦ではFCバルセロナが3-1でユヴェントスFCを下している。
2017年5月、ホームスタジアムとして使用していたヘルタ・ベルリンが陸上トラック撤去の要望を管理団体に提出した。しかし、陸上関係者やアスリートから反対の声が噴出したため、翌年5月にヘルタ・ベルリンはクラブ独自のホームスタジアムを新設する方向へと切り替えた。
2022年5月、UEFA EURO 2024を開催する10つのスタジアムの一つに選出され、同時に同大会の決勝戦も行うことが決定した。2023年にはスペシャルオリンピックス夏季世界大会開会式が当地で行われた。

## 施設概要

### リノベーション

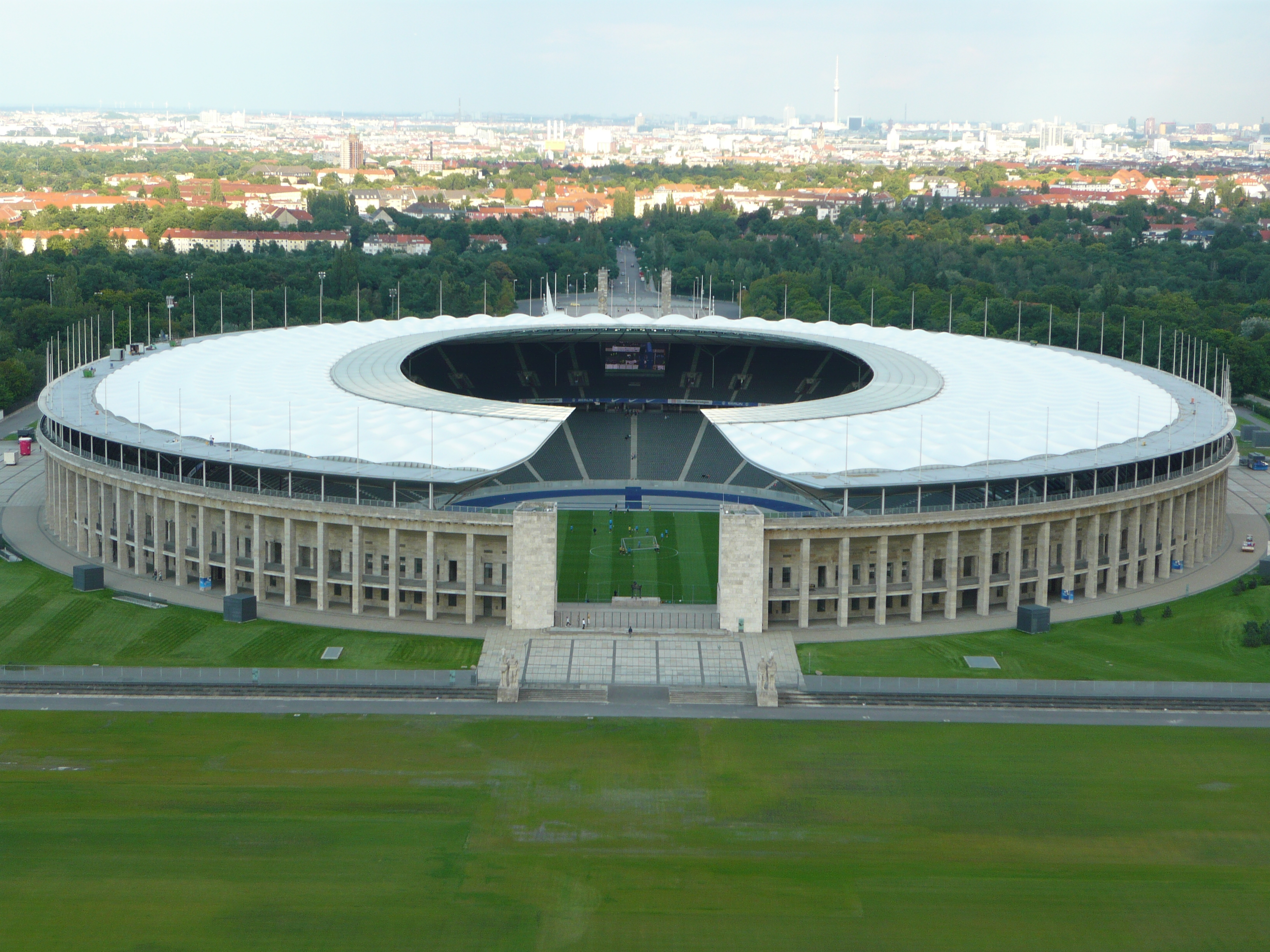
The Olympic Stadium in 2010

1998年にベルリン市によって開催されたコンペティションで、設計会社GMPが最優秀となり、設計を担当した。1936年のオリンピックの複合施設の中核として計画されたスタジアムのリノベーションであり、歴史保存の条件と、サッカースタジアムを含む現在の複合機能施設の条件を同時に満たし、それらを調和させる必要があった。Werner Marchによって1936年に作られたマスタープランは歴史的環境保全の下に保存され、加えられた要素は、オリジナルストラクチャーの長所を強調するように計画された。スタジアムの優美な外観を視覚的に阻害することがないように、座席はすべて地下方向に増設された。
よりサッカー観戦に適した環境を意図し、フィールドの標高は2.65メートル引き下げられた。おおよそ9万立方メートルの土砂が運びだされた。引き下げられた分、客席がフィールドに侵入する方向に新造された。付け加えられた屋根は、総面積37,000平方メートルをカバーし、3500トンの鉄骨重量が直径25センチの20本の柱によって支持されている。屋根構造は長さが68メートルで、日中の日差しを取り込めるように透明パネルが取り付けられている。西側の屋根は一部分架けられておらず、一般的なスタジアムの包囲的造形を打ち破る形態をもつ。観客がベルタワーを見られるように開かれており、都市軸を阻害しない。
天然石ブロックの保存は特に重視された。ファサードと柱には、Muschelkalk (化石が入った石灰岩)とGauingerトラバーチンが用いられており、細心の注意を払って保存された。オリジナルの外観を補修するために、解体の前にすべての石の保存状況を記録された。陸上トラックの赤色は批判を浴び、ヘルタ・ベルリンのイメージカラーに合わせた青に変更された。リノベーションには7万立米のコンクリートと2万立米のプレキャストコンクリート部品が使われた。1.2万立米の旧コンクリート製部分が解体除去され、3万立米の天然石によって改装された。
最新の照明と音響技術を用いている。113席のVIP席とレストラン、2つの地下駐車場が作られた（630台）。リノベーションの総工費は2.42億ユーロである。

### 収容力
ドイツで最大の収容力を持つスタジアムで常時74,475席を収容できる。上段は31列、傾斜角23度、36,455席（うち常時36,032席、プレス290席、スカイボックス133席）下段は42列、傾斜角25.4度、38,020席（うち常時32,310席、ボックス560席、ラウンジ563席、拡張743席）、業務用4,413席、車いす174席。これより大きいドイツのスタジアムはドルトムントのヴェストファーレンシュタディオンとミュンヘンのアリアンツ・アレーナがあるが、これらには立見席がある。

## 開催された主な大会・イベント

### サッカー
- 1974 FIFAワールドカップ

| 日付          | ホームチーム   | 結果 | アウェーチーム | ラウンド             |
| ------------- | -------------- | ---- | -------------- | -------------------- |
| 1974年6月14日 | 西ドイツ       | 1-0  | チリ           | 1次リーグ・グループ1 |
| 1974年6月18日 | 東ドイツ       | 1-1  | チリ           | 1次リーグ・グループ1 |
| 1974年6月22日 | オーストラリア | 0-0  | チリ           | 1次リーグ・グループ1 |

- 2006 FIFAワールドカップ

| 日付          | ホームチーム | 結果           | アウェーチーム | ラウンド  |
| ------------- | ------------ | -------------- | -------------- | --------- |
| 2006年6月13日 | ブラジル     | 1-0            | クロアチア     | グループF |
| 2006年6月15日 | スウェーデン | 1-0            | パラグアイ     | グループB |
| 2006年6月20日 | ドイツ       | 3-0            | エクアドル     | グループA |
| 2006年6月23日 | ウクライナ   | 1-0            | チュニジア     | グループH |
| 2006年6月30日 | ドイツ       | 1-1 (5-3 pen.) | アルゼンチン   | 準々決勝  |
| 2006年7月9日  | イタリア     | 1-1 (5-3 pen.) | フランス       | 決勝      |

- 2011 FIFA女子ワールドカップ

| 日付          | ホームチーム | 結果 | アウェーチーム | ラウンド  |
| ------------- | ------------ | ---- | -------------- | --------- |
| 2011年6月26日 | ドイツ       | 2-1  | カナダ         | グループA |

- その他

| 日付         | ホームチーム   | 結果 | アウェーチーム | ラウンド                              |
| ------------ | -------------- | ---- | -------------- | ------------------------------------- |
| 2015年6月6日 | ユヴェントスFC | 1-3  | FCバルセロナ   | UEFAチャンピオンズリーグ 2014-15 決勝 |

### 陸上競技
- 1936年ベルリンオリンピック
- 2009年世界陸上競技選手権大会 - ウサイン・ボルトが100m走と200m走で世界記録を樹立したことで知られる。

### アメリカンフットボール
1990年から1994年までNFLのプレシーズンゲームであるアメリカンボウルが開催された。また2003年から2007年までNFLヨーロッパのベルリン・サンダーの本拠地であった。2025年にNFLのレギュラーシーズンの試合を初開催する予定となっている。

## ギャラリー

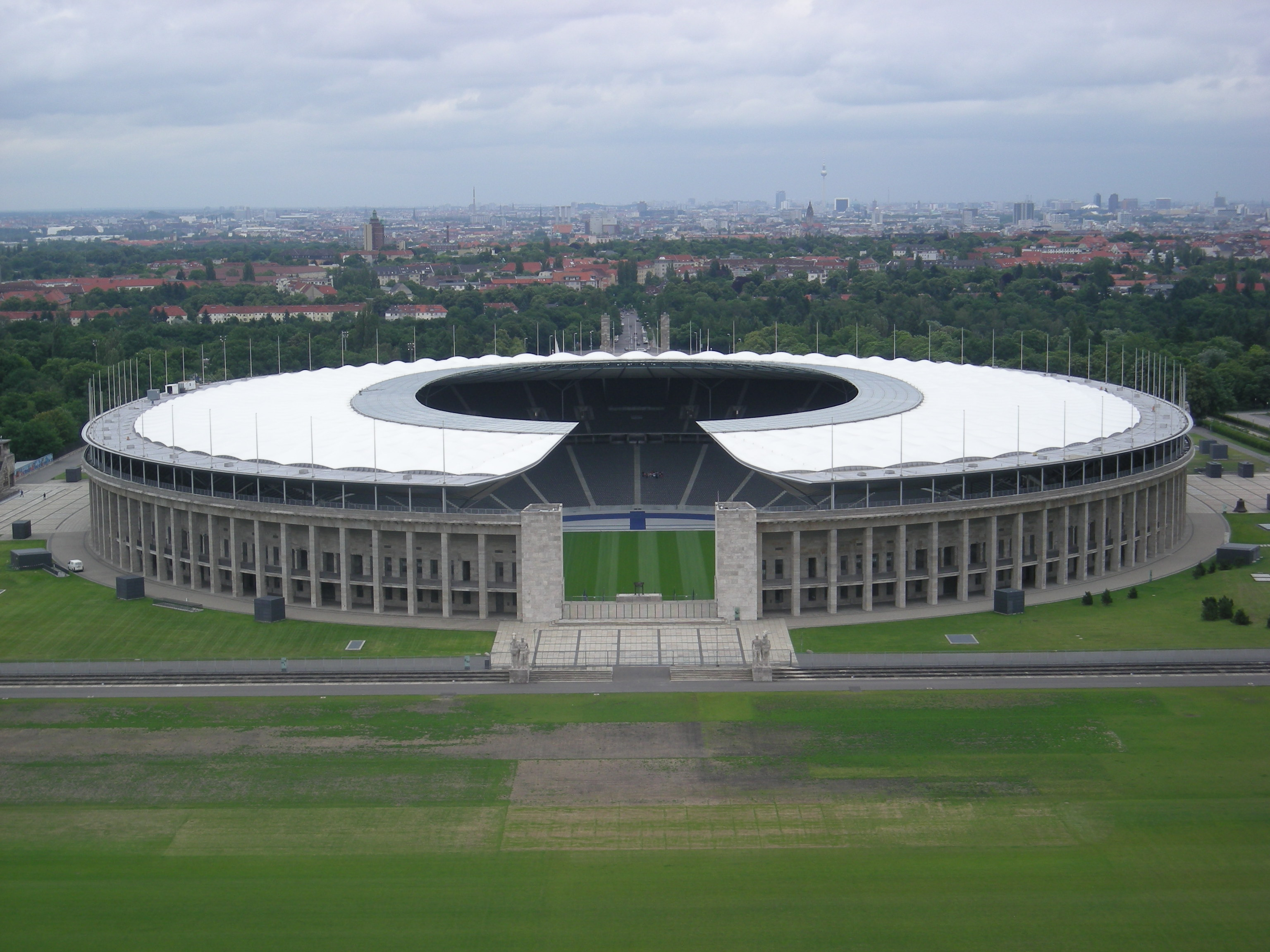
スタジアム外観
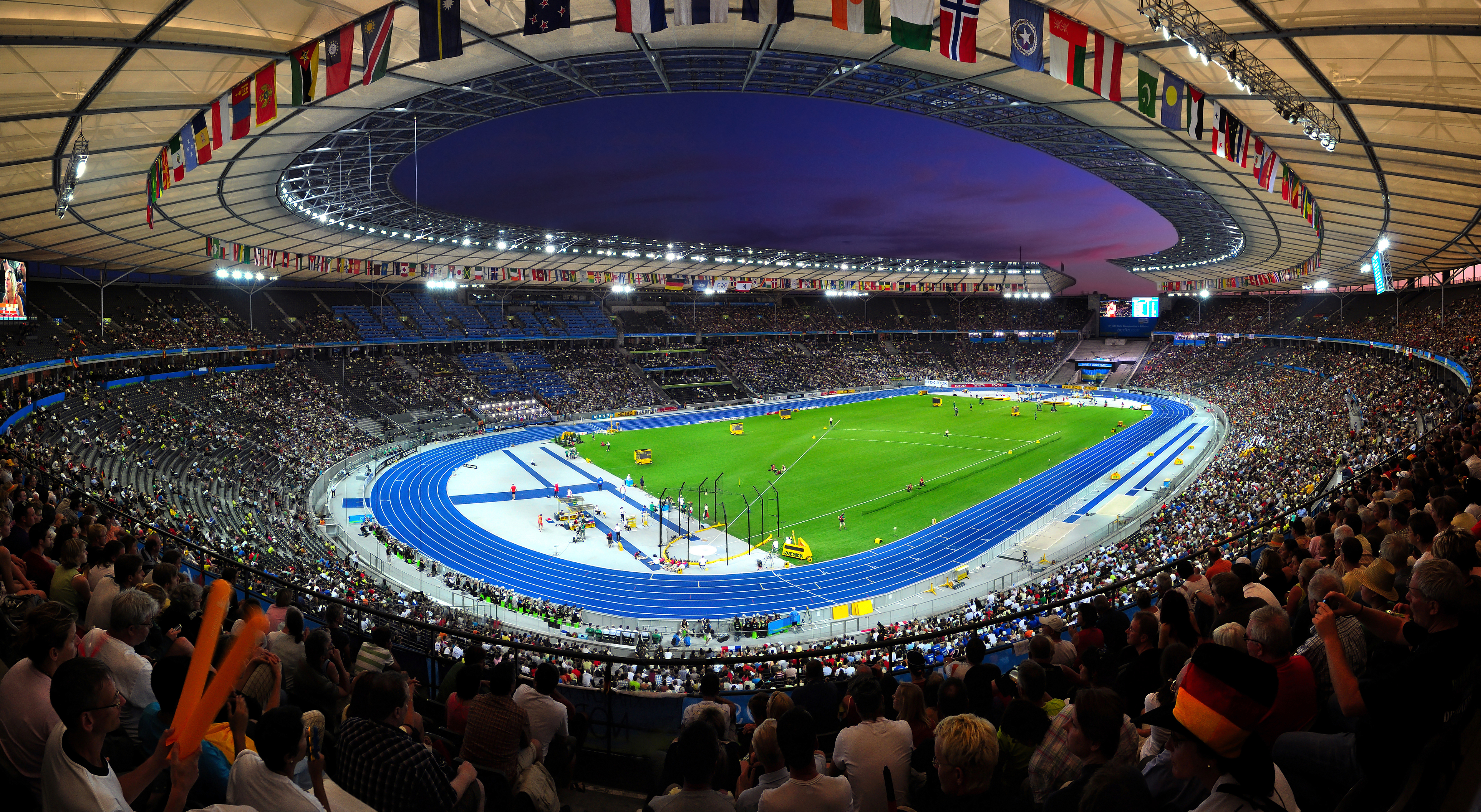
スタジアム内部
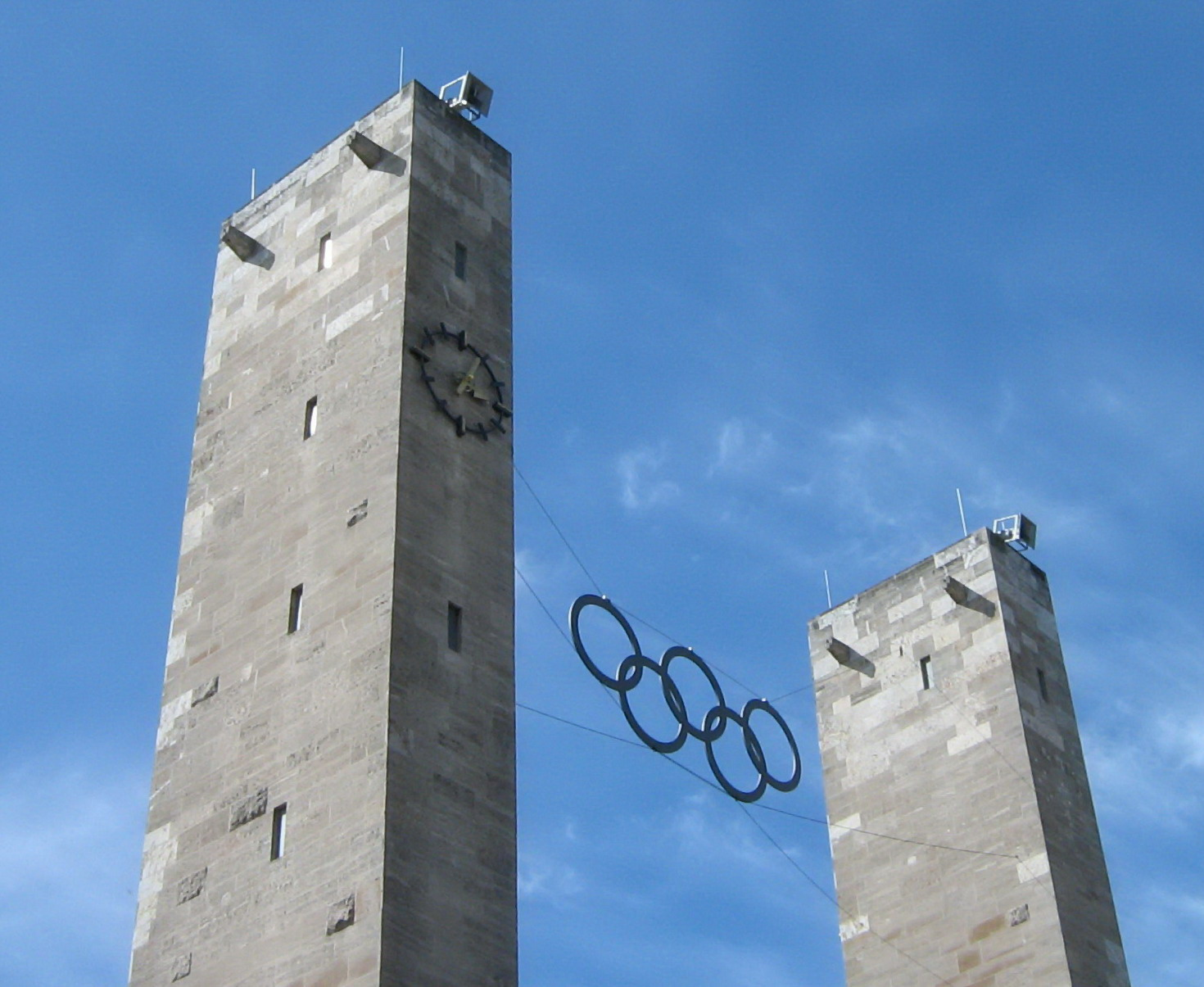
オリンピックシンボルで装飾されたエントランス
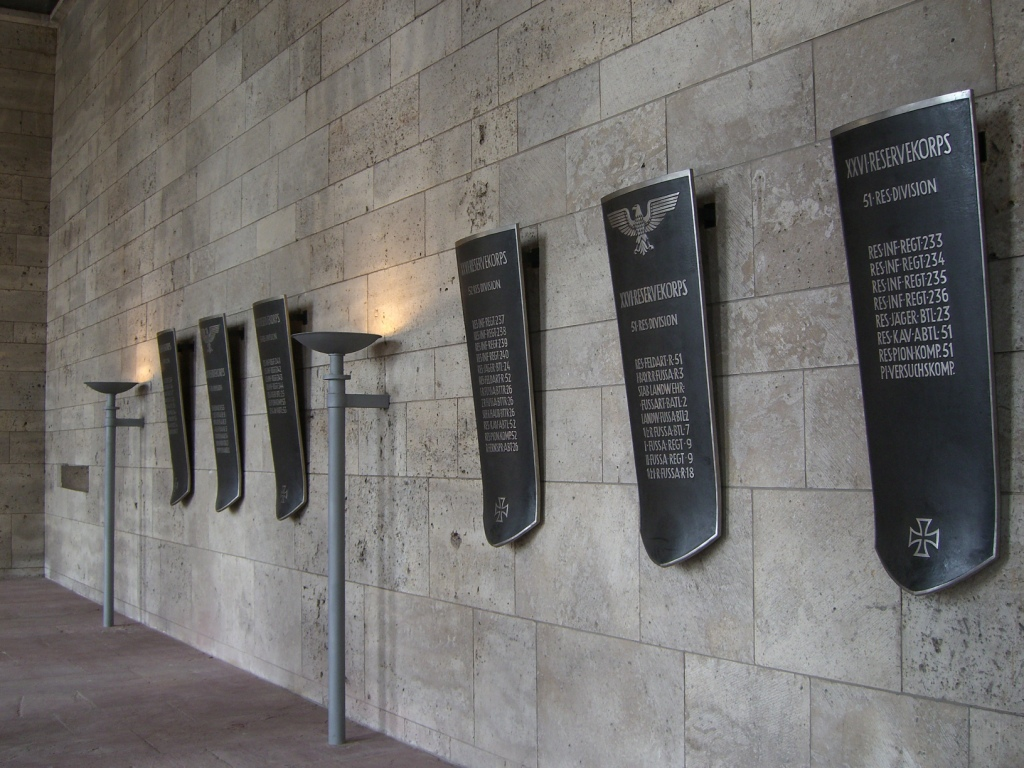
ランゲマルクホール
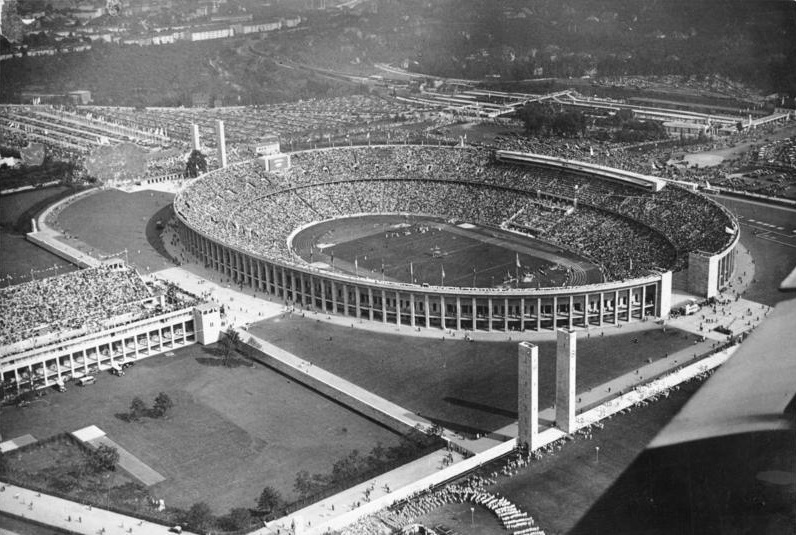
1936年のベルリンオリンピック時のスタジアム
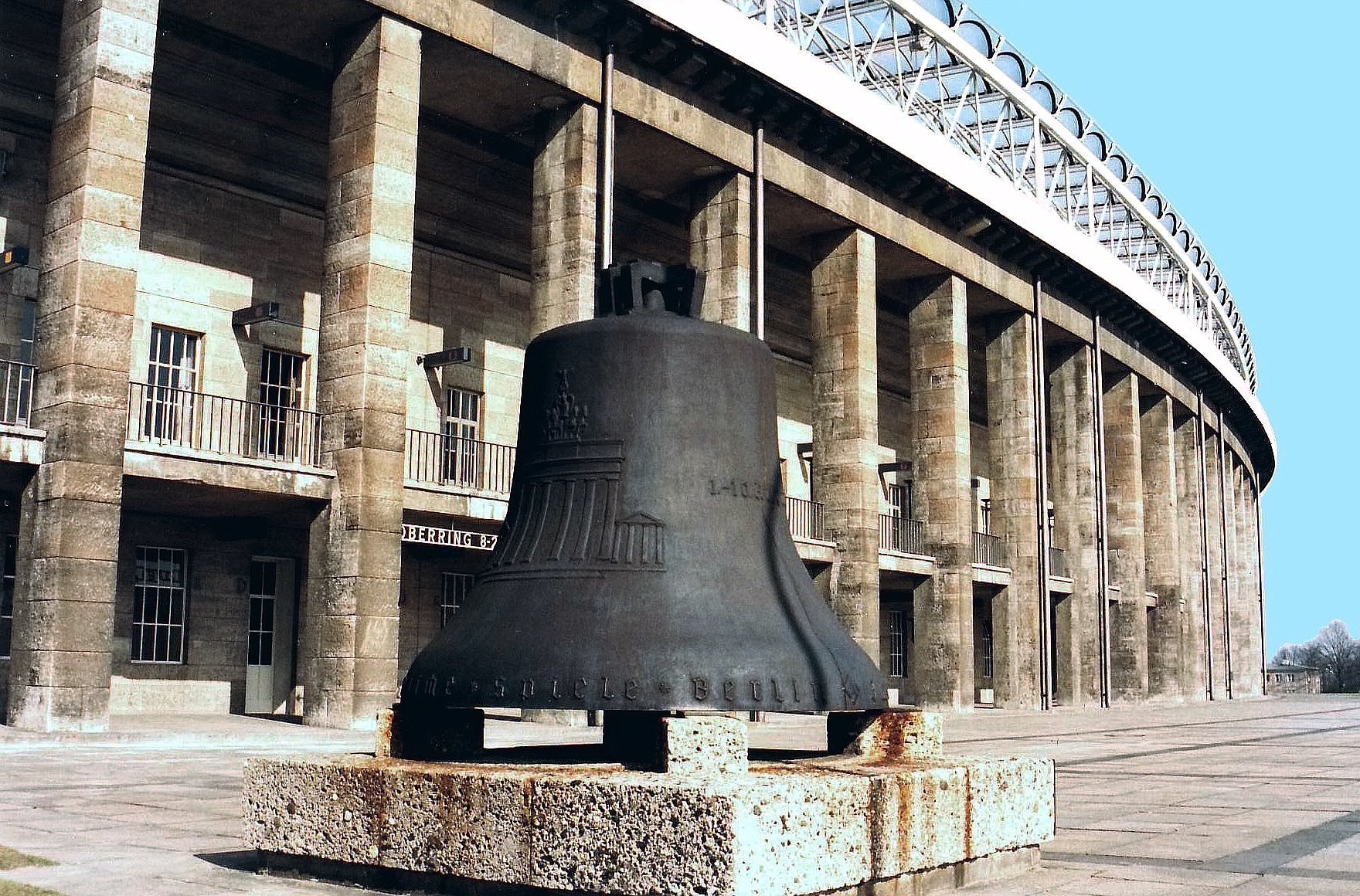
1936年のオリンピック・ベルとスタジアム
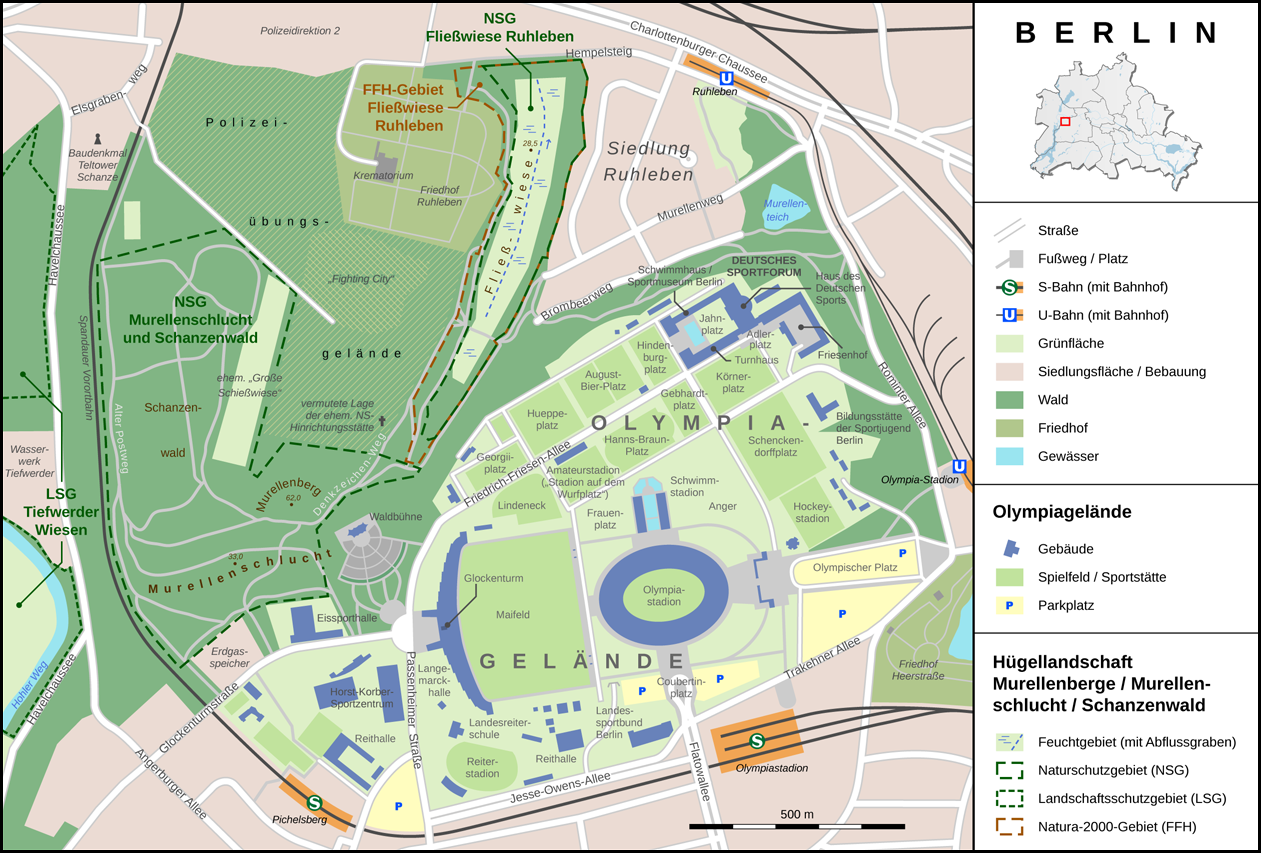
現在のオリンピアシュタディオン周辺図